# William Moor
William Moor (condado de Durham, ? — Greatham, Durham, 1765) fue un marino y explorador inglés que es recordado por haber estado al servicio de la Compañía de la Bahía de Hudson en los barcos que realizaban desde Inglaterra el suministro anual a la zona de la bahía y, en especial, por haber participado en dos campañas de exploración de la parte noroeste de la citada bahía en búsqueda del paso del Noroeste, en los años 1741-42 y 1745-46. Dirigió personalmente la segunda de las expediciones, en la que quedó acreditado que no existía en esa zona ningún pasaje hacia el noroeste y en la que se descubrió el Chesterfield Inlet.

## Biografía

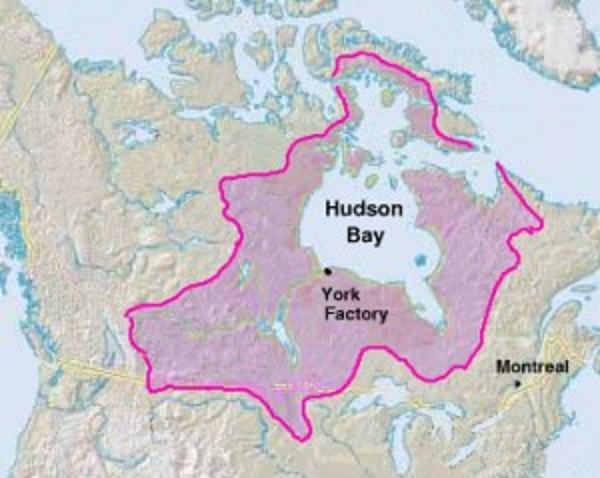
La York Factory (en la Tierra de Rupert, los dominios de la HBC) y la bahía de Hudson, donde Middleton y Moor trabajarían y realizarían sus principales exploraciones

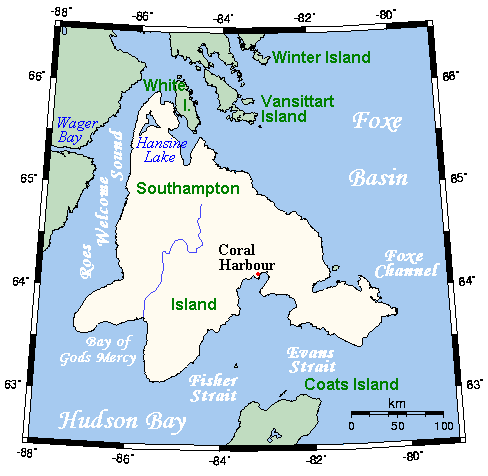
Mapa de la isla Southampton, en cuya ribera occidental realizaron sus descubrimientos Middleton y Moor

Poco se sabe de los primeros años de la vida de William Moor, que era natural del condado de Durham y que había servido, desde aproximadamente 1730 hasta 1741, en los buques de la Compañía de la Bahía de Hudson que realizaban sus viajes anuales desde Inglaterra hasta la bahía de Hudson. Bajo la dirección de su primo, Christopher Middleton, avanzó desde el puesto de grumete hasta el de primer oficial en barcos siempre al mando de Middleton. Con su primo abandonó la compañía en 1741 para participar en un viaje de exploración a cargo de la Royal Navy en una búsqueda del paso del Noroeste en la costa noroeste de la bahía de Hudson. Se le dio el mando del HMS Discovery, un antiguo carbonero reconvertido de 150 toneladas, que había sido comprado el Almirantazgo para acompañar al HMS Furnace, comandado por el propio Middleton. Tardaron en partir de Inglaterra y debieron de invernar ese año en el Príncipe de Gales Fort, donde la enfermedad afecto mucho a ambas tripulaciones. Su estudio de la costa y las mareas de la zona oeste de la bahía de Hudson no fue particularmente exitoso. En ese viaje Moor desempeñó un papel secundario, y su diario, escueto y poco informativo, añade poco al registro más completo mantenido por Middleton. La mala calidad de la tripulación contratada en Londres, y las enfermedades durante la invernada de la expedición en Prince of Wales Fort (en Churchill) obstaculizaron los esfuerzos de Moor para ayudar a Middleton. Como se lamentaba en su diario a principios de julio de 1742, «no podemos disponer de tiempo para el sound... que con hacerlo y navegar cerca del Furnace, y aun así tan malamente». El HMS Discovery por lo general acompañó muy de cerca al HMS Furnace y cuando ambos barcos emprendieron el regreso a mediados de agosto de 1742 Moor observó en su diario: «No hay paso en el otro océano entre Churchill y la latitud 67°N.»"
Esa expedición estaba bajo el control de Arthur Dobbs, un opositor del monopolio de la HBC del área de la bahía. Middleton fue acusado de proteger el monopolio de HBC. Moor no estuvo en un principio involucrado en el ataque que sufrió Middleton después de su regreso a Inglaterra a manos de Dobbs y algunos de los miembros de la tripulación del Furnace. En la correspondencia con Middleton en mayo y junio de 1743 negó la existencia de un pasaje a través de laentrada Wager, una amplia entrada descubierta por la expedición el pasado mes de julio, y se mostró escéptico acerca de la “Cock-and-Bull Story” en este sentido se puso frente a los acusadores de Middleton. Pero en 1745 Moor estaba repitiendo en público los argumentos de Dobbs sobre esta cuestión, y el motivo de su cambio tardío de la lealtad no es difícil de encontrar. En marzo de 1744 Dobbs ya había escrito que sería a Moor a quién se le daría el mando de una nueva expedición privada de descubrimiento a la bahía de Hudson ya que era «muy sobrio y cuidadoso, y también era un aventurero [abonado] por sí mismo». Esta expedición, financiada por acciones de £100, navegó en mayo de 1746 para descubrir el paso del Noroeste, esperando ganar las £20.000 de la recompensa ofrecida por una ley del parlamento del año anterior, y allanar el camino para una fuerte expansión del comercio británico en América del Norte y el Pacífico. Moor comandaba el barco bautizado como Dobbs Galley [La galera de Doobs], otro ex marino de la HBC, Francis Smith, iba al mando del más pequeño California.

## La expedición de 1746-47
La expedición pasó un mes luchando en el hielo en el estrecho de Hudson, y explorando apenas unos días esa temporada antes de decidir pasar el invierno en el puesto de HBC en la fábrica de York. El invierno se caracterizó por las disputas entre Moor y Smith, cuidadosamente registradas por el factor de James Isham, y los brotes de escorbuto, que mataron a siete miembros de la tripulación y debilitaron a muchos otros. El pánico que acompañó un incendio en la Dobbs Galley en el viaje de ida, las disputas en York entre los oficiales de ambos barcos, y el gran consumo de alcohol, que facilitó a los ataques del escorbuto, dicen poco de la competencia de Moor como comandante. Y las exploraciones de la temporada de verano de 1747 confirman la impresión de que la debilidad y la incertidumbre afectaron a toda la expedición. Los dos barcos exploraron en general de forma independiente, con aparentemente poco interés de Moor en coordinar los reconocimientos. La mayoría de los trabajos realizados cerca de la costa fueron realizados por la Resolución, la lancha de la Dobbs Galley que había sido aparejada como una pequeña goleta, y por la lancha del California. Por separado o en compañía, exploraron la mayor parte de la costa oeste de la bahía entre las latitudes 61°N y 65°N, descubriendo la entrada del Chesterfield Inlet, aunque no la siguieron hasta el final, y remontaron la Wager hasta 150 millas de la entrada «tuvimos la mortificación de ver claramente, que nuestro antes imaginado estrecho finalizaba en dos pequeños ríos no navegables...» En medio de la confusión y la discordia, con Moor frente a una amenaza de motín, y con una tercera parte de su tripulación demasiado enferma para llegar a cubierta, se tomó la decisión de navegar de regreso a Inglaterra.
Al regreso de la expedición a Inglaterra, la organización del Comité del Noroeste expresó su descontento con la conducta de Moor, incluyendo su acreditable renuencia a participar en el comercio ilegal en su nombre mientras estaba en York. Esta fría acogida puede explicar el hecho de que las pruebas Moor ante la comisión parlamentaria de 1749 que indagó sobre el comercio en la bahía de Hudson hizo poco para ayudar a la causa de Dobbs. En particular, afirmó que si existía un pasaje del Noroeste estaría más al norte de lo que se había pensado una vez, y quizás fuera innavegable. No hay más referencias a Moor en los registros de HBC o en los papeles de Dobbs. Parece haberse retirado en esa época en Greatham, donde se casó con una mujer de la localidad y donde murió en 1765.
Sus exploraciones, a pesar de sus problemas con el mando de la expedición, aumentaron de manera significativa el conocimiento de la región y desecharon finalmente, y acertadamente, que en esa zona noroccidental de la bahía existiese un paso hacia el noreste.